# سرب الاستطلاع 427
سرب الاستطلاع 427 هو وحدة غير فعالة حالياً ضمن القوات الجوية للولايات المتحدة الأميركية، وقد عُيِّن هذا السرب حديثاً ضمن مجموعة العمليات التاسعة لقيادة القوات الجوية الأميركية في قاعدة بيل للقوى الجوية في كاليفورنيا، حيث تم تفعيلها في عام 2012 لقيادة طائرات الاستطلاع العائدة إلى MC-12  ليبرتي وتدريب الطاقم الجوي القائم عليها، وبعد ذلك توقف هذا السرب عن العمل في تشرين الثاني نوفمبر من عام 2015 حين نقلت القوى الجوية للولايات المتحدة الإشراف على مهمة MC-12 إلى الجيش الأميركي.
يعود هذا السرب بجذوره إلى الحرب العالمية الأولى عندما كان منظماً باسم السرب الجوي الثامن والثلاثين، وهو وحدة تدريبية خدمت في ولايتي تكساس وإلينوي، عندما اعترفت خدمة سلاح الجو في الجيش الأميركي بوحداتها التدريبية في عام 1918، تغيرت تسمية السرب إلى السرب A تشانوت فيلد، ثم تم تسريح السرب في كانون الأول ديسمبر بعد اتفاق وقف إطلاق النار في 11 تشرين الثاني نوفمبر عام 1918.
فيما بعد تم دمج سرب الحرب العالمية الأولى مع سرب الملاحقة الثامن والثلاثين حين أعيد تفعيله في عام 1933، بالرغم من أنه لم يكن مجهزاً قبل إيقاف عمله في عام 1935، أعيد تفعيل السرب مرة أخرى عام 1936 باسم سرب الاستطلاع الثامن والثلاثين مشكّلاً الذراع الاستطلاعية طويلة المدى للجناح الأول.
تم ضم السرب إلى مجموعة القصف التاسعة عشر وبدأ نشره الميداني برفقة هذه المجموعة في الفلبين في كانون الأول ديسمبر عام 1941، لكن طائرة بوينغ بي 17 القلعة الطائرة للسرب الثامن والثلاثين وصلت إلى قاعدة هيكام الجوية عندما كانت تحت قصف القوى البحرية الجوية الإمبراطورية اليابانية، تم تحويل طائرات السرب التي لم تدمّر في الهجوم إلى وحدات أخرى وأعيد تشكيل السرب كجزء من مجموعة القصف 303d.
تحت اسم سرب القصف 427، كانت واحدة من أولى وحدات بي 17 التي شاركت في مسرح العمليات الأوروبي، محرزة لقب الوحدة المتميزة الشرفي إذ شاركت في القصف الاستراتيجي لألمانيا من 1942 إلى 1945 حين تم تسريحها.
أعيد تفعيل السرب مرة أخرى في قاعدة ديفيس مونثان للقوى الجوية في كانون الأول ديسمبر عام 1958، حين أعادت القيادة الجوية الاستراتيجية (SAC) أجنحة بوينغ بي 47 ستراتوجت لتفي بالتزامها إبقاء ثلث قاذفات القنابل التابعة لها على أهبة الاستعداد، في عام 1962 بدأت القيادة بإبقاء نصف القاذفات في حالة الاستعداد وتم إيقاف تفعيل السرب مرة أخرى.

## التاريخ

### الحرب العالمية الأولى
نُظم هذا السرب للمرة الأولى كوحدة مؤقتة ضمن قاعدة كيلي الجوية في تكساس في حزيران يونيو عام 1917، في أوائل آب أغسطس من العام ذاته تلقت هذه الوحدة الاعتراف الرسمي بها باسم السرب الجوي الثامن والثلاثين حين بدأت الولايات المتحدة بتوسيع قواها الجوية بعد الدخول في الحرب العالمية الأولى.
بعد ذلك بعدة أسابيع انتقل السرب إلى مطار تشانوت فيلد في ولاية إلينوي حيث خدم كوحدة تدريبية مزودة بالطائرات وحيدة المحرك ثنائية السطح من النوع كورتيس جي إن 4 ودي إتش 4، في تموز يوليو من عام 1918 أعادت القوى الجوية تسمية أسرابها في المطارات التدريبية إذا لم يكن مخططاً لها الانتشار في القواعد ما وراء البحر، وبذلك أصبح السرب معروفاً باسم السرب A، تشانوت فيلد.
تم تسريح السرب في كانون الأول ديسمبر من عام 1918 مع الاستعداد لتحويل تشانوت من مطار لتدريب الطيارين إلى مستودع تخزين مؤقت بعد وقف إطلاق النار وانتهاء الحرب العالمية الأولى في 11 تشرين الثاني نوفمبر من عام 1918.

### سنوات ما بين الحربين
شكلت القوى الجوية سرب الملاحقة الثامن والثلاثين في 23 آذار مارس عام 1923، لكنه بقي على اللائحة غير المفعلة، وإذا تم تفعيله أو تحريكه فهو سيشكل جزءاً من مجموعة الملاحقة السادسة عشر في قاعدة كيلي فيلد الجوية، لكن خطة تحريك السرب لم تدخل حيز التنفيذ.
تم تفعيل السرب أخيراً في آب أغسطس من عام 1933 في قاعدة سيلفريدج فيلد الجوية في ولاية ميشيغان، بعد أن تم دمجه مع السرب الجوي الأصلي، بالرغم من أن تعيين السرب كان بالاسم مع مجموعة الملاحقة الجوية 18 في قاعدة ويلر فيلد الجوية في هاواي، لكنه كان مرتبطاً بمجموعة الملاحقة الجوية الأولى في سيلفريدج، تم تخفيض عدد أفراد الطاقم في سيلفريدج إلى الحد الأدنى ويبدو أن السرب لم يحصل على معدات أو تسليح عندما كان متمركزاً هناك، وفي آذار مارس من عام 1935 تم إيقاف تفعيل السرب وإعادة تسميته في الوقت ذاته ليحمل اسم سرب المراقبة الثامن والثلاثين.
في أيلول سبتمبر من عام 1936 أعيدت تسمية السرب باسم سرب الاستطلاع الثامن والثلاثين وتم تفعيله مجدداً في قاعدة مارش فيلد الجوية في ولاية كاليفورنيا عام 1936 ليصبح الذراع الاستطلاعي طويل المدى للجناح الأول، ومزوداً بطائرات مارتن بي 10، تم ربط هذه المجموعة بمجموعة القصف 19 والتي استخدمت أسرابها طائرات بي 10 أيضاً.
كما هو الحال لدى معظم أسراب الاستطلاع في ذلك الوقت، استخدم السرب مجموعة متنوعة من الطائرات المجهزة من أجل الاستطلاع مع طائراته الرئيسية، بالإضافة إلى قاذفات القنابل من نوع مارتن، حلق السرب أيضاً بطائرات دوغلاس OA-4 دولفن ونورثروب A-17، في العام التالي أضاف السرب طائرات برمائية من نوع سيكورسكي Y10A-8 إلى لائحة الطائرات التي يستخدمها، تم تطوير النمط الأساسي من طائرات السرب –كما هو الحال مع المجموعة 19– إلى طائرات دوغلاس B-18A بولو، ومن ثم إلى نماذج بدائية من طائرة بوينغ بي 17 القلعة الطائرة.
في حزيران يونيو من عام 1941 انطلق السرب من قاعدة مارش برفقة المجموعة 19 متجهين نحو القاعدة العسكرية الجوية التي تم بناؤها حديثاً في مدينة ألباكركي في ولاية نيومكسيكو، ومع ازدياد التصعيد والتوتر في العلاقات مع الإمبراطورية اليابانية، صدر أمر للمجموعة 19 بدعم القوى الجوية في الفلبين، انتقل مركز عمليات المجموعة بالإضافة إلى سربي القصف 30 و93d من ألباكركي إلى قاعدة كلارك الجوية في شهري أيلول سبتمبر وتشرين الأول أكتوبر من عام 1941.

### الحرب العالمية الثانية

#### بيرل هاربر والحرب المضادة للغواصات
صدر الأمر للسرب الثامن والثلاثين بدعم المجموعة 19 في الفلبين، وانتقلت قافلته الجوية عبر مطار هاميلتون فيلد في ولاية كاليفورنيا لكنها لم تبدأ تحركها إلى مطار كلارك فيلد حتى السادس من كانون الأول ديسمبر عام 1941، وصلت طائرات السرب من نوع بي 17 إلى مطار هيكام فيلد في هاواي صبيحة السابع من كانون الأول ديسمبر من عام 1941 بينما كانت القوى البحرية الجوية الإمبراطورية اليابانية تهاجم هيكام، لذلك دُمّرت أو تضررت معظم طائرات السرب خلال محاولتها الهبوط خلال الهجوم.
من كانون الأول/ديسمبر عام 1941 وحتى شباط/فبراير عام 1942 قامت بقايا السرب بطلعات جوية استقصائية من هاواي تحت إدارة القوى الجوية لهاواي عندما توزع أفراد وعتاد السرب على وحدات عسكرية أخرى.
في هذه الأثناء، غادرت القافلة البرية للسرب البلاد متجهة إلى الفلبين في السادس من كانون الأول ديسمبر بواسطة السفن منطلقة من سان فرانسيسكو، لكنها تلقت أوامر بالعودة في التاسع من ذلك الشهر قبل أن تصل إلى وجهتها بسبب الهجمات اليابانية المتكررة على هاواي والفلبين.
بعد الهجمات اليابانية في المحيط الهادئ، بدا أن الخطر الأكبر الناتج عن الغواصات تركز بمحاذاة السواحل الأميركية على هذا المحيط، وبالتالي صدر الأمر للنسق البري بعد العودة إلى المرفأ بالذهاب إلى قاعدة مينتر فيلد في كاليفورنيا حيث انضم إلى مجموعة سيرا للقصف، وهي وحدة عسكرية تشكلت على عجل من الطائرات المتوفرة والطاقم الذي تحول من القافلة المتوجهة سابقاً إلى الفلبين من أجل حماية ساحل كاليفورنيا من هجمات الغواصات، أدى الطلب الملحّ على الدوريات الجوية المضادة للغواصات إلى تأخير توسع وتدريب السرب بنسق عسكري جديد.
بحلول كانون الثاني يناير عام 1942، بدا واضحاً أن الساحل الغربي للولايات المتحدة لم يكن تحت خطر حقيقي، وأن متابعة حركة الطائرات إلى المحيط الهادئ أصبحت أمراً ممكناً، في شباط فبراير عام 1942 تم حل مجموعة سيرا للقصف وعاد السرب إلى مكان تعيينه مع مجموعة القصف 19، في آذار مارس انتقل السرب إلى قاعدة غاون فيلد الجوية في ولاية آيداهو حيث انضم إلى مجموعة القصف 303d التي تم تنظيمها في الشهر السابق، وذلك من أجل التدريب والتوسع بإضافة نسق جوي جديد.
بعد الوصول إلى غاون بفترة وجيزة، تم إيقاف عمل سرب الاستطلاع الحادي والثلاثين التابع للمجموعة 303d واستخدام طائراته وأفراده لرفع مستوى السرب الثامن والثلاثين إلى كامل الجهوزية، وفي نهاية الشهر انتقل السرب 38 من مجموعة القصف 19 إلى المجموعة 303d.

## وصلات خارجية
- Moncur، Gary L. (1 ديسمبر 2015). "427th Bombardment Squadron" (PDF). 303bg.com. مؤرشف من الأصل (PDF) في 2016-03-04. اطلع عليه بتاريخ 2015-12-01. (operations from England during WW II)